# Insolentipalpus phanerograpta
Insolentipalpus phanerograpta là một loài bướm đêm trong họ Noctuidae.